# Hayato Araki
Hayato Araki (荒木 隼人 Araki Hayato?), född 7 augusti 1996 i Osaka prefektur, är en japansk fotbollsspelare.
Araki började sin karriär 2019 i Sanfrecce Hiroshima.